# EuroCoupe masculine de basket-ball
Pour les articles homonymes, voir EuroCup.
L’EuroCoupe (EuroCup), officiellement BKT EuroCup et anciennement dénommée Coupe ULEB (de sa création en 2002 jusqu'en 2008), est une compétition annuelle de basket-ball masculin organisée par Euroleague Commercial Assets (ECA).
Le vainqueur de l'EuroCoupe est qualifié pour l'EuroLigue la saison suivante.
Ce championnat est en directe compétition avec le championnat organisé par la FIBA la Ligue des champions.

## Historique
Le 1er juillet 2007 l'ULEB annonce la nouvelle formule de l'ULEB Cup qui se dispute alors à 54 clubs (au lieu de 24 précédemment). Un Final Eight est mis en place pour déterminer le vainqueur.
La Coupe ULEB (ULEB Cup) change de nom à compter de la saison 2008-2009, pour se dénommer à présent l'EuroCoupe (ULEB EuroCup). Le nom n'est pas la seule chose qui a changé, le format de compétition change également.
Le vainqueur de la compétition participe l'année suivante à l'Euroligue.
Des invitations ou wild cards sont attribuées à diverses équipes pour participer à la compétition. Ces wild cards ne sont pas attribuées uniquement sur des critères sportifs, ce qui engendre des critiques. Ainsi le Paris Basketball obtient une invitation à l'EuroCoupe 2022-2023 alors qu'il a fini à la 15e place de son championnat, évitant de peu la relégation,.
En 2023, la compétition change de sponsor et son nom en anglais passe de 7Days EuroCup à BKT EuroCup.

## Format

### Depuis 2021
Depuis l'EuroCoupe 2021-2022, 20 équipes s'affrontent pendant la phase régulière dans deux groupes de dix. Les 16 meilleures équipes participent à la phase finale à élimination directe en une seule rencontre.

### En 2002-2003
- Les équipes s'affrontent d'abord lors d'une phase de groupes réunissant 32 équipes séparés en 4 groupes de 8.
- Puis les 4 meilleurs de chaque groupe s'affrontent lors des plays-offs.

### De 2003 à 2005
- Les équipes s'affrontent d'abord lors d'une phase de groupes réunissant 6 équipes séparés en 6 groupes de 6. Lors de la saison 2004-2005, un groupe est ajouté.
- Puis les 2 meilleurs de chaque groupes (+ les 4 meilleurs 3èmes) s'affrontent lors des plays-offs.

1er tour de qualification
- 16 équipes se rencontrent dans des duels en matchs aller-retour.
- Les 8 vainqueurs se qualifient pour le 2e tour.
- Les 8 perdants sont reversés dans la 3e coupe d'Europe, qui a également changé de nom, EuroChallenge.

2e tour de qualification
Les 8 qualifiés du 1er tour rencontrent 8 équipes directement qualifiés pour ce second tour en matchs aller-retour. 
Les 8 vainqueurs se qualifient pour la saison régulière de l'EuroCoupe. 
Les 8 perdants sont reversés dans l'EuroChallenge.
Saison régulière
- Les 8 qualifiés des 2 premiers tours + 24 équipes directement qualifiées sont réparties en 8 groupes de 4. Chaque équipe dispute donc 6 matchs (3 à domicile, 3 à l'extérieur).
- Les 2 premiers de chaque groupe (8 x 2) se qualifient pour le "Last 16"

Last 16
- Les 16 équipes encore en course sont qualifiées pour une 2e phase de poules : 4 poules de 4 équipes.
- Les 2 premiers de chaque groupe (4 x 2) passent au "Final 8".

Final 8
- Même principe que le final 4, mais commence aux quarts de finale au lieu des 1/2.
- Les vainqueurs de groupe du Last 16 rencontrent en quarts les 2e de groupe.
- Les vainqueurs des 1/4 passent en 1/2 et ainsi de suite.
- Les éliminés de la 1/2 disputent une finale pour la 3e place.
- Le vainqueur de la finale se qualifie pour la prochaine Euroleague

## Le logo
À l'aube de la saison 2007-2008, l'ULEB décide de changer de logo, afin d'accompagner la nouvelle dynamique de la coupe. Il marque aussi une volonté de rapprochement avec l'Euroligue (le vainqueur de l'ULEB Cup ayant désormais sa place en Euroligue). Ainsi le ballon orange avec un "e" dedans de l'Euroligue devient un ballon bleu contenant un "U" pour l'ULEB Cup. Il a été réalisé par l'entreprise espagnole Proximma Comunicación.

Logo de 2002 à 2007
Logo de 2007 à 2008
Logo de 2008 à 2016
Logo depuis 2023

## Palmarès
| Année                      | Lieu(x)                                                                                 | Vainqueur                                                                               | Finaliste                                                                               | Score                                                                                   |
| -------------------------- | --------------------------------------------------------------------------------------- | --------------------------------------------------------------------------------------- | --------------------------------------------------------------------------------------- | --------------------------------------------------------------------------------------- |
| Sous le nom d’ULEB Cup     |                                                                                         |                                                                                         |                                                                                         |                                                                                         |
| 2003                       | Novo Mesto / Valence                                                                    | Valence BC (1)                                                                          | KK Novo Mesto                                                                           | 90-78 / 78-76                                                                           |
| 2004                       | Charleroi                                                                               | Hapoël Jérusalem (1)                                                                    | Real Madrid                                                                             | 83-72                                                                                   |
| 2005                       | Charleroi                                                                               | Lietuvos rytas (1)                                                                      | Makedonikós KAE                                                                         | 78-74                                                                                   |
| 2006                       | Charleroi                                                                               | Dynamo Moscou (1)                                                                       | Aris Salonique                                                                          | 73-60                                                                                   |
| 2007                       | Charleroi                                                                               | Real Madrid (1)                                                                         | Lietuvos rytas                                                                          | 87-75                                                                                   |
| 2008                       | Turin                                                                                   | Joventut Badalone (1)                                                                   | CB Gérone                                                                               | 79-54                                                                                   |
| Sous le nom d’ULEB EuroCup |                                                                                         |                                                                                         |                                                                                         |                                                                                         |
| 2009                       | Turin                                                                                   | Lietuvos rytas (2)                                                                      | Khimki Moscou                                                                           | 80-74                                                                                   |
| 2010                       | Vitoria-Gasteiz                                                                         | Valence BC (2)                                                                          | Alba Berlin                                                                             | 67-44                                                                                   |
| 2011                       | Trévise                                                                                 | UNICS Kazan (1)                                                                         | CDB Séville                                                                             | 92-77                                                                                   |
| 2012                       | Khimki                                                                                  | Khimki Moscou (1)                                                                       | Valence BC                                                                              | 80-70                                                                                   |
| 2013                       | Charleroi                                                                               | Lokomotiv Kouban (1)                                                                    | Bilbao Basket                                                                           | 75-64                                                                                   |
| 2014                       | Valence / Kazan                                                                         | Valence BC (3)                                                                          | UNICS Kazan                                                                             | 80-67 / 85-73                                                                           |
| 2015                       | Khimki / Las Palmas de Grande Canarie                                                   | Khimki Moscou (2)                                                                       | CB Gran Canaria                                                                         | 91-66 / 83-64                                                                           |
| 2016                       | Strasbourg / Istanbul                                                                   | Galatasaray SK (1)                                                                      | Strasbourg IG                                                                           | 62-66 / 78-67                                                                           |
| 2017                       | Malaga / Valence                                                                        | Unicaja Málaga (1)                                                                      | Valence BC                                                                              | 62-68 / 79-71 / 63-58                                                                   |
| 2018                       | Krasnodar / Istanbul                                                                    | Darüşşafaka SK (1)                                                                      | Lokomotiv Kouban-Krasnodar                                                              | 81-78 / 67-59                                                                           |
| 2019                       | Valence / Berlin                                                                        | Valence BC (4)                                                                          | Alba Berlin                                                                             | 89-75 / 92-95 / 89-53                                                                   |
| 2020                       | Compétition annulée au stade des quarts de finale en raison de la pandémie de Covid-19. | Compétition annulée au stade des quarts de finale en raison de la pandémie de Covid-19. | Compétition annulée au stade des quarts de finale en raison de la pandémie de Covid-19. | Compétition annulée au stade des quarts de finale en raison de la pandémie de Covid-19. |
| 2021                       | Monaco / Kazan                                                                          | AS Monaco (1)                                                                           | UNICS Kazan                                                                             | 89-87 / 86-83                                                                           |
| 2022                       | Bologne                                                                                 | Virtus Bologne (1)                                                                      | Bursaspor                                                                               | 80-67                                                                                   |
| 2023                       | Las Palmas de Grande Canarie                                                            | CB Gran Canaria (1)                                                                     | Türk Telekom                                                                            | 71-67                                                                                   |
| 2024                       | Paris / Bourg-en-Bresse                                                                 | Paris Basketball (1)                                                                    | Bourg-en-Bresse                                                                         | 77-64 / 89-81                                                                           |
| 2025                       | Samokov / Las Palmas de Grande Canarie                                                  | Hapoël Tel Aviv (1)                                                                     | CB Gran Canaria                                                                         | 74-65 / 103-94                                                                          |

## Bilans

### Bilan par club
(mis à jour après la saison 2024-2025)
| Rang | Équipe                     | Titres | Finalistes | Années des victoires   |
| ---- | -------------------------- | ------ | ---------- | ---------------------- |
| 1    | Valence BC                 | 4      | 2          | 2003, 2010, 2014, 2019 |
| 2    | Lietuvos rytas             | 2      | 1          | 2005, 2009             |
| 2    | Khimki Moscou              | 2      | 1          | 2012, 2015             |
| 4    | UNICS Kazan                | 1      | 2          | 2011                   |
| 5    | Real Madrid                | 1      | 1          | 2007                   |
| 5    | Lokomotiv Kouban-Krasnodar | 1      | 1          | 2013                   |
| 5    | CB Gran Canaria            | 1      | 2          | 2023                   |
| 8    | Hapoël Jérusalem           | 1      | 0          | 2004                   |
| 8    | Dynamo Moscou              | 1      | 0          | 2006                   |
| 8    | Joventut Badalone          | 1      | 0          | 2008                   |
| 8    | Galatasaray SK             | 1      | 0          | 2016                   |
| 8    | Unicaja Malaga             | 1      | 0          | 2017                   |
| 8    | Darüşşafaka SK             | 1      | 0          | 2018                   |
| 8    | AS Monaco                  | 1      | 0          | 2021                   |
| 8    | Virtus Bologne             | 1      | 0          | 2022                   |
| 8    | Paris Basketball           | 1      | 0          | 2024                   |
| 8    | Hapoël Tel Aviv            | 1      | 0          | 2025                   |
| 16   | Alba Berlin                | 0      | 2          |                        |
| 17   | CB Gérone                  | 0      | 1          |                        |
| 17   | Aris Salonique             | 0      | 1          |                        |
| 17   | KK Novo Mesto              | 0      | 1          |                        |
| 17   | Makedonikós KAE            | 0      | 1          |                        |
| 17   | CDB Séville                | 0      | 1          |                        |
| 17   | Bilbao Basket              | 0      | 1          |                        |
| 17   | Strasbourg IG              | 0      | 1          |                        |
| 17   | Bursaspor                  | 0      | 1          |                        |
| 17   | Türk Telekom               | 0      | 1          |                        |
| 17   | JL Bourg-en-Bresse         | 0      | 1          |                        |

### Bilan par pays
(mis à jour après la saison 2024-2025)
| Rang | Pays      | Nombre de titres | Finales perdues |
| ---- | --------- | ---------------- | --------------- |
| 1    | Espagne   | 8                | 8               |
| 2    | Russie    | 5                | 4               |
| 3    | France    | 2                | 2               |
| 3    | Turquie   | 2                | 2               |
| 5    | Lituanie  | 2                | 1               |
| 6    | Israël    | 2                | 0               |
| 7    | Italie    | 1                | 0               |
| 8    | Grèce     | 0                | 2               |
| 8    | Allemagne | 0                | 2               |
| 10   | Slovénie  | 0                | 1               |

## Récompenses individuelles
Un certain nombre de récompenses individuelles sont décernées. Des titres de MVP de la semaine et du mois sont attribués au cours de la saison. Le meilleur joueur de la saison et le MVP des finales sont désignés en fin de saison.

### MVP de la saison
Le trophée de MVP de l'EuroCoupe (EuroCup Season MVP) est attribué au joueur ayant réalisé les meilleures performances au cours de la saison régulière, du Top 16 et des playoffs. Il est attribué depuis la saison 2008-2009.
| Année | Joueur             | Club                       |
| ----- | ------------------ | -------------------------- |
| 2009  | Chuck Eidson       | Lietuvos rytas             |
| 2010  | Marko Banić        | CBD Bilbao                 |
| 2011  | Dontaye Draper     | Cedevita Zagreb            |
| 2012  | Patrick Beverley   | Spartak Saint-Pétersbourg  |
| 2013  | Nick Calathes      | Lokomotiv Kouban-Krasnodar |
| 2014  | Andrew Goudelock   | UNICS Kazan                |
| 2015  | Tyrese Rice        | Khimki Moscou              |
| 2016  | Errick McCollum    | Galatasaray SK             |
| 2017  | Alexey Shved       | Khimki Moscou              |
| 2018  | Scottie Wilbekin   | Darüşşafaka SK             |
| 2019  | Luke Sikma         | Alba Berlin                |
| 2021  | Jamar Smith        | UNICS Kazan                |
| 2022  | Mouhammadou Jaiteh | Virtus Bologne             |
| 2023  | Jerian Grant       | Türk Telekom               |
| 2024  | T. J. Shorts       | Paris Basketball           |
| 2025  | Jared Harper       | Hapoël Jérusalem           |

### MVP des finales
Le trophée de MVP des finales de l'EuroCoupe (EuroCup Finals MVP) est attribué au joueur ayant réalisé les meilleures performances au cours des phases finales. Il est attribué depuis la saison 2002-2003.
| Année | Joueur                | Club                       |
| ----- | --------------------- | -------------------------- |
| 2003  | Dejan Tomašević       | Valence BC                 |
| 2004  | Kelly McCarty         | Maccabi Rishon LeZion      |
| 2005  | Robertas Javtokas     | Lietuvos rytas             |
| 2006  | Rubén Douglas         | Dynamo Moscou              |
| 2007  | Charles Smith         | Real Madrid                |
| 2008  | Rudy Fernández        | Joventut Badalone          |
| 2009  | Marijonas Petravičius | Lietuvos rytas             |
| 2010  | Matthew Nielsen       | Valence BC                 |
| 2011  | Marko Popović         | UNICS Kazan                |
| 2012  | Zoran Planinić        | Khimki Moscou              |
| 2013  | Richard Hendrix       | Lokomotiv Kouban-Krasnodar |
| 2014  | Justin Doellman       | Valence BC                 |
| 2015  | Tyrese Rice           | Khimki Moscou              |
| 2016  | Stéphane Lasme        | Galatasaray SK             |
| 2017  | Alberto Díaz          | Unicaja Málaga             |
| 2018  | Scottie Wilbekin      | Darüşşafaka SK             |
| 2019  | Will Thomas           | Valence BC                 |
| 2021  | Rob Gray              | AS Monaco                  |
| 2022  | Miloš Teodosić        | Virtus Bologne             |
| 2023  | John Shurna           | CB Gran Canaria            |
| 2024  | T. J. Shorts          | Paris Basketball           |
| 2025  | Johnathan Motley      | Hapoël Tel Aviv            |

### Meilleur espoir
Le trophée de meilleur espoir de l'EuroCoupe (EuroCup Rising Star) est attribué au meilleur joueur de 22 ans et moins. Il est décerné depuis la saison 2008-2009.
| Année | Joueur                     | Club                   |
| ----- | -------------------------- | ---------------------- |
| 2009  | Milan Mačvan               | KK Hemofarm            |
| 2010  | Víctor Claver              | Valence BC             |
| 2011  | Donatas Motiejūnas         | Pallacanestro Trévise  |
| 2012  | Jonas Valančiūnas          | Lietuvos rytas         |
| 2013  | Bojan Dubljević            | Valence BC             |
| 2014  | Bojan Dubljević (2)        | Valence BC             |
| 2015  | Kristaps Porziņģis         | CDB Séville            |
| 2016  | Mateusz Ponitka            | Basket Zielona Góra    |
| 2017  | Rolands Šmits              | Baloncesto Fuenlabrada |
| 2018  | Džanan Musa                | Cedevita Zagreb        |
| 2019  | Martynas Echodas           | Lietuvos rytas         |
| 2021  | Aleksander Balcerowski     | CB Gran Canaria        |
| 2022  | Khalifa Diop               | CB Gran Canaria        |
| 2023  | Aleksander Balcerowski (2) | CB Gran Canaria        |
| 2024  | Zaccharie Risacher         | JL Bourg-en-Bresse     |
| 2025  | Jean Montero               | Valence BC             |

### Meilleur entraîneur
Le trophée de meilleur entraîneur de l'EuroCoupe (EuroCup Coach of the Year) est attribué au meilleur entraîneur de la compétition. Il est décerné depuis la saison 2008-2009.
| Année | Entraîneur          | Club                       |
| ----- | ------------------- | -------------------------- |
| 2009  | Oktay Mahmuti       | Pallacanestro Trévise      |
| 2010  | Ilías Zoúros        | Panellinios Athènes        |
| 2011  | Aleksandar Petrović | Cedevita Zagreb            |
| 2012  | Jurij Zdovc         | Spartak Saint-Pétersbourg  |
| 2013  | Fótis Katsikáris    | Bilbao Basket              |
| 2014  | Andrea Trinchieri   | UNICS Kazan                |
| 2015  | Aíto García Reneses | CB Gran Canaria            |
| 2016  | Maurizio Buscaglia  | Aquila Trente              |
| 2017  | Pedro Martínez      | Valence BC                 |
| 2018  | Saša Obradović      | Lokomotiv Kouban-Krasnodar |
| 2019  | Aíto García Reneses | Alba Berlin                |
| 2021  | Zvezdan Mitrović    | AS Monaco                  |
| 2022  | Dušan Alimpijević   | Bursaspor (en)             |
| 2023  | Erdem Can (en)      | Türk Telekom               |
| 2024  | Tuomas Iisalo       | Paris Basketball           |
| 2025  | Pedro Martínez      | Valence BC                 |

### Équipes-types
Les équipes-types de l'EuroCoupe (All-EuroCup Teams) sont désignées depuis la saison 2008-2009.
- Premier et deuxième cinq majeurs 2009 :

| First team      | First team        | Second team     | Second team         |
| Joueur          | Équipe            | Joueur          | Équipe              |
| --------------- | ----------------- | --------------- | ------------------- |
| Chuck Eidson    | Lietuvos rytas    | Khalid El-Amin  | Türk Telekom        |
| Kelly McCarty   | BC Khimki Moscou  | Gary Neal       | Benetton Trévise    |
| Marko Banić     | CBD Bilbao        | Travis Hansen   | MBK Dynamo Moscou   |
| Boštjan Nachbar | MBK Dynamo Moscou | Matthew Nielsen | Valence Basket Club |
| Todor Gečevski  | KK Zadar          | Sandro Nicević  | Benetton Trévise    |

- Premier et deuxième cinq majeurs 2010 :

| First team       | First team          | Second team          | Second team            |
| Joueur           | Équipe              | Joueur               | Équipe                 |
| ---------------- | ------------------- | -------------------- | ---------------------- |
| Nando de Colo    | Valence Basket Club | Arthur Lee           | ČEZ Basketball Nymburk |
| Immanuel McElroy | ALBA Berlin         | Kóstas Charalampídis | Panellinios Athènes    |
| Devin Smith      | Panellinios Athènes | Dijon Thompson       | Hapoël Jérusalem       |
| Marko Banić      | CBD Bilbao          | James Augustine      | CB Gran Canaria        |
| Matthew Nielsen  | Valence Basket Club | Blagota Sekulić      | ALBA Berlin            |

- Premier et deuxième cinq majeurs 2011 :

| First team     | First team       | Second team      | Second team        |
| Joueur         | Équipe           | Joueur           | Équipe             |
| -------------- | ---------------- | ---------------- | ------------------ |
| Dontaye Draper | KK Cedevita      | Bracey Wright    | KK Cedevita        |
| Terrell Lyday  | UNICS Kazan      | Dwayne Anderson  | BG 74 Göttingen    |
| Devin Smith    | Benetton Trévise | Kelly McCarty    | UNICS Kazan        |
| Tariq Kirksay  | CDB Séville      | Nik Caner-Medley | Estudiantes Madrid |
| Maciej Lampe   | UNICS Kazan      | Paul Davis       | CDB Séville        |

- Premier et deuxième cinq majeurs 2012 :

| Meilleur cinq majeur d'EuroCoupe | Meilleur cinq majeur d'EuroCoupe | Meilleur cinq majeur d'EuroCoupe | Deuxième cinq majeur d'EuroCoupe | Deuxième cinq majeur d'EuroCoupe | Deuxième cinq majeur d'EuroCoupe |
| Position                         | Joueur                           | Équipe                           | Position                         | Joueur                           | Équipe                           |
| -------------------------------- | -------------------------------- | -------------------------------- | -------------------------------- | -------------------------------- | -------------------------------- |
| Meneur                           | Patrick Beverley                 | Spartak Saint-Pétersbourg        | Meneur                           | Yotam Halperin                   | Spartak Saint-Pétersbourg        |
| Arrière/Ailier                   | Zoran Planinić                   | BC Khimki Moscou                 | Ailier                           | Ramel Curry                      | BC Donetsk                       |
| Arrière/Ailier                   | Renaldas Seibutis                | Lietuvos rytas                   | Arrière/Ailier                   | Pavel Pumprla                    | ČEZ Nymburk                      |
| Ailier fort/Pivot                | Nik Caner-Medley                 | Valence Basket                   | Ailier fort/Pivot                | Jeremiah Massey                  | Lokomotiv Kouban-Krasnodar       |
| Ailier fort/Pivot                | Jonas Valančiūnas                | Lietuvos Rytas                   | Ailier fort/Pivot                | Bojan Dubljević                  | Budućnost                        |

- Premier et deuxième cinq majeurs 2013 :

| Meilleur cinq majeur d'EuroCoupe | Meilleur cinq majeur d'EuroCoupe | Meilleur cinq majeur d'EuroCoupe | Deuxième cinq majeur d'EuroCoupe | Deuxième cinq majeur d'EuroCoupe | Deuxième cinq majeur d'EuroCoupe |
| Position                         | Joueur                           | Équipe                           | Position                         | Joueur                           | Équipe                           |
| -------------------------------- | -------------------------------- | -------------------------------- | -------------------------------- | -------------------------------- | -------------------------------- |
| Arrière                          | Nick Calathes                    | Lokomotiv Kouban-Krasnodar       | Arrière                          | Walter Hodge                     | Stelmet Zielona Góra             |
| Arrière                          | Malcolm Delaney                  | BK Boudivelnyk Kiev              | Arrière                          | Chuck Eidson                     | UNICS Kazan                      |
| Ailier                           | Kóstas Vasiliádis                | Bilbao Basket                    | Ailier                           | Derrick Brown                    | Lokomotiv Kouban-Krasnodar       |
| Ailier fort, pivot               | Justin Doellman                  | Valence BC                       | Ailier fort, pivot               | Lamont Hamilton                  | Bilbao Basket                    |
| Ailier fort, pivot               | John Bryant                      | Ratiopharm Ulm                   | Ailier fort, pivot               | Loukás Mavrokefalídis            | Spartak Saint-Pétersbourg        |

- Premier et deuxième cinq majeurs 2014[35] :

| Meilleur cinq majeur d'EuroCoupe | Meilleur cinq majeur d'EuroCoupe | Meilleur cinq majeur d'EuroCoupe | Deuxième cinq majeur d'EuroCoupe | Deuxième cinq majeur d'EuroCoupe | Deuxième cinq majeur d'EuroCoupe |
| Position                         | Joueur                           | Équipe                           | Position                         | Joueur                           | Équipe                           |
| -------------------------------- | -------------------------------- | -------------------------------- | -------------------------------- | -------------------------------- | -------------------------------- |
| Arrière                          | DeMarcus Nelson                  | Étoile rouge                     | Arrière                          | Yotam Halperin                   | Hapoël Jérusalem                 |
| Arrière                          | Andrew Goudelock                 | UNICS Kazan                      | Arrière                          | Reggie Redding                   | ALBA Berlin                      |
| Ailier                           | Dijon Thompson                   | BK Nijni Novgorod                | Ailier                           | Caleb Green                      | Dinamo Basket Sassari            |
| Ailier fort                      | Justin Doellman                  | Valence BC                       | Pivot                            | Bojan Dubljević                  | Valence BC                       |
| Ailier fort                      | Vladimir Golubović               | TED Ankara Kolejliler            | Pivot                            | Darjuš Lavrinovič                | Budivelnyk Kiev                  |

- Premier et deuxième cinq majeurs 2015 [36] :

| Meilleur cinq majeur d'EuroCoupe | Meilleur cinq majeur d'EuroCoupe | Meilleur cinq majeur d'EuroCoupe  | Deuxième cinq majeur d'EuroCoupe | Deuxième cinq majeur d'EuroCoupe | Deuxième cinq majeur d'EuroCoupe  |
| Position                         | Joueur                           | Équipe                            | Position                         | Joueur                           | Équipe                            |
| -------------------------------- | -------------------------------- | --------------------------------- | -------------------------------- | -------------------------------- | --------------------------------- |
| Arrière                          | Tyrese Rice                      | Khimki Moscou                     | Arrière                          | Bobby Dixon                      | Pınar Karşıyaka Izmir             |
| Arrière                          | Petteri Koponen                  | Khimki Moscou                     | Arrière                          | Keith Langford                   | UNICS Kazan                       |
| Ailier                           | Sammy Mejia                      | Banvit Bandırma                   | Ailier                           | Kyle Kuric                       | Herbalife Gran Canaria Las Palmas |
| Ailier fort                      | Derrick Brown                    | Lokomotiv Kouban-Krasnodar        | pivot                            | Anthony Randolph                 | Lokomotiv Kouban-Krasnodar        |
| Ailier fort                      | Walter Tavares                   | Herbalife Gran Canaria Las Palmas | pivot                            | Sharrod Ford                     | Paris-Levallois                   |

- Premier et deuxième cinq majeurs 2016 [37] :

| Meilleur cinq majeur d'EuroCoupe | Meilleur cinq majeur d'EuroCoupe | Meilleur cinq majeur d'EuroCoupe | Deuxième cinq majeur d'EuroCoupe | Deuxième cinq majeur d'EuroCoupe | Deuxième cinq majeur d'EuroCoupe |
| Position                         | Joueur                           | Équipe                           | Position                         | Joueur                           | Équipe                           |
| -------------------------------- | -------------------------------- | -------------------------------- | -------------------------------- | -------------------------------- | -------------------------------- |
| Arrière                          | Errick McCollum                  | Galatasaray Odeabank Istanbul    | Meneur                           | Kevin Pangos                     | Herbalife Gran Canaria           |
| Arrière                          | Mardy Collins                    | Strasbourg IG                    | Arrière                          | Mateusz Ponitka                  | Stelmet Zielona Góra             |
| Ailier                           | Vladimir Micov                   | Galatasaray Odeabank Istanbul    | Ailier                           | Victor Rudd                      | BK Nijni Novgorod                |
| Ailier                           | Davide Pascolo                   | Dolomiti Energia Trento          | Intérieur                        | Julian Wright                    | Dolomiti Energia Trento          |
| Intérieur                        | Alen Omić                        | Herbalife Gran Canaria           | Intérieur                        | Stéphane Lasme                   | Galatasaray Odeabank Istanbul    |

- Premier et deuxième cinq majeurs 2017 :

| Meilleur cinq majeur d'EuroCoupe | Meilleur cinq majeur d'EuroCoupe | Meilleur cinq majeur d'EuroCoupe | Deuxième cinq majeur d'EuroCoupe | Deuxième cinq majeur d'EuroCoupe | Deuxième cinq majeur d'EuroCoupe |
| Position                         | Joueur                           | Équipe                           | Position                         | Joueur                           | Équipe                           |
| -------------------------------- | -------------------------------- | -------------------------------- | -------------------------------- | -------------------------------- | -------------------------------- |
| Meneur                           | Curtis Jerrells                  | Hapoël Bank Yahav Jérusalem      | Meneur                           | Kyle Fogg                        | Unicaja Málaga                   |
| Arrière                          | Alexey Shved                     | BC Khimki Moscou                 | Arrière                          | Kyle Kuric                       | Herbalife Gran Canaria           |
| Ailier                           | Mardy Collins                    | Lokomotiv Kouban-Krasnodar       | Ailier                           | Fernando San Emeterio            | Valence Basket Club              |
| Ailier fort                      | Dejan Musli                      | Unicaja Málaga                   | Ailier fort                      | Amar'e Stoudamire                | Hapoël Bank Yahav Jérusalem      |
| Pivot                            | Bojan Dubljević                  | Valence Basket Club              | Pivot                            | Maxi Kleber                      | Bayern Munich                    |

- Premier et deuxième cinq majeurs 2018 :

| Meilleur cinq majeur d'EuroCoupe | Meilleur cinq majeur d'EuroCoupe | Meilleur cinq majeur d'EuroCoupe | Deuxième cinq majeur d'EuroCoupe | Deuxième cinq majeur d'EuroCoupe | Deuxième cinq majeur d'EuroCoupe |
| Position                         | Joueur                           | Équipe                           | Position                         | Joueur                           | Équipe                           |
| -------------------------------- | -------------------------------- | -------------------------------- | -------------------------------- | -------------------------------- | -------------------------------- |
| Meneur                           | Scottie Wilbekin                 | Darüşşafaka                      | Meneur                           | Nikola Ivanović                  | KK Budućnost Podgorica           |
| Arrière                          | Quino Colom                      | UNICS Kazan                      | Arrière                          | Kyle Kuric                       | Zénith Saint-Pétersbourg         |
| Ailier                           | Amedeo Della Valle               | Pallacanestro Reggiana           | Ailier                           | Dmitri Koulaguine                | Lokomotiv Kouban-Krasnodar       |
| Ailier fort                      | Ryan Broekhoff                   | Lokomotiv Kouban-Krasnodar       | Ailier fort                      | JaJuan Johnson                   | Darüşşafaka                      |
| Pivot                            | Devin Booker                     | Bayern Munich                    | Pivot                            | Ondřej Balvín                    | CB Gran Canaria                  |

- Premier et deuxième cinq majeurs 2019 :

| Meilleur cinq majeur d'EuroCoupe | Meilleur cinq majeur d'EuroCoupe | Meilleur cinq majeur d'EuroCoupe | Deuxième cinq majeur d'EuroCoupe | Deuxième cinq majeur d'EuroCoupe | Deuxième cinq majeur d'EuroCoupe |
| Position                         | Joueur                           | Équipe                           | Position                         | Joueur                           | Équipe                           |
| -------------------------------- | -------------------------------- | -------------------------------- | -------------------------------- | -------------------------------- | -------------------------------- |
| Meneur                           | Andrew Albicy                    | BC MoraBanc Andorra              | Meneur                           | Pierriá Henry                    | UNICS Kazan                      |
| Arrière                          | Errick McCollum                  | UNICS Kazan                      | Arrière                          | Sam Van Rossom                   | Valence BC                       |
| Ailier                           | Rokas Giedraitis                 | ALBA Berlin                      | Ailier                           | Dylan Ennis                      | BC MoraBanc Andorra              |
| Ailier fort                      | Luke Sikma                       | ALBA Berlin                      | Ailier fort                      | Mathias Lessort                  | Unicaja Málaga                   |
| Pivot                            | Bojan Dubljević                  | Valence BC                       | Pivot                            | Miro Bilan                       | LDLC ASVEL                       |

- Premier et deuxième cinq majeurs 2021 :

| Meilleur cinq majeur d'EuroCoupe | Meilleur cinq majeur d'EuroCoupe | Position    | Deuxième cinq majeur d'EuroCoupe | Deuxième cinq majeur d'EuroCoupe    |
| Joueur                           | Équipe                           | Position    | Joueur                           | Équipe                              |
| -------------------------------- | -------------------------------- | ----------- | -------------------------------- | ----------------------------------- |
| Miloš Teodosić                   | Virtus Segafredo Bologna         | Meneur      | Mantas Kalnietis                 | Lokomotiv Kouban-Krasnodar          |
| Jamar Smith                      | UNICS Kazan                      | Arrière     | Jaka Blažič                      | KK Cedevita Olimpija Ljubljana      |
| Isaïa Cordinier                  | Nanterre 92                      | Ailier      | Anthony Brown                    | Boulogne-Levallois Metropolitans 92 |
| Mathias Lessort                  | AS Monaco                        | Ailier fort | John Brown                       | UNICS Kazan                         |
| Willie Reed                      | Budućnost VOLI Podgorica         | Pivot       | Vince Hunter                     | Virtus Segafredo Bologna            |

- Premier et deuxième cinq majeurs 2022 :

| Meilleur cinq majeur d'EuroCoupe | Meilleur cinq majeur d'EuroCoupe | Deuxième cinq majeur d'EuroCoupe | Deuxième cinq majeur d'EuroCoupe |
| Joueur                           | Équipe                           | Joueur                           | Équipe                           |
| -------------------------------- | -------------------------------- | -------------------------------- | -------------------------------- |
| Jaron Blossomgame                | Ratiopharm Ulm                   | Bojan Dubljević                  | Valence BC                       |
| Will Cummings                    | Metropolitans 92                 | Kevin Punter (en)                | Partizan Belgrade                |
| Mouhammadou Jaiteh               | Virtus Segafredo Bologne         | Caleb Homesley                   | Hamburg Towers                   |
| Derek Needham (en)               | Bursaspor                        | Semaj Christon                   | Ratiopharm Ulm                   |
| Miloš Teodosić                   | Virtus Segafredo Bologne         | Jaka Blažič                      | Cedevita Olimpija                |

- Premier et deuxième cinq majeurs 2023 :

| Meilleur cinq majeur d'EuroCoupe | Meilleur cinq majeur d'EuroCoupe | Deuxième cinq majeur d'EuroCoupe | Deuxième cinq majeur d'EuroCoupe |
| Joueur                           | Équipe                           | Joueur                           | Équipe                           |
| -------------------------------- | -------------------------------- | -------------------------------- | -------------------------------- |
| Jerian Grant                     | Türk Telekom                     | J'Covan Brown                    | Hapoël Tel Aviv                  |
| D. J. Stephens                   | BC Prometey                      | Onuralp Bitim                    | Bursaspor Basketbol (en)         |
| Axel Bouteille                   | Türk Telekom                     | Sam Dekker                       | London Lions                     |
| John Shurna                      | Gran Canaria                     | Bruno Caboclo                    | ratiopharm Ulm                   |
| Ante Tomić                       | Joventut Badalona                | Tyrique Jones                    | Türk Telekom                     |

- Premier et deuxième cinq majeurs 2024 :

| Meilleur cinq majeur d'EuroCoupe | Meilleur cinq majeur d'EuroCoupe | Deuxième cinq majeur d'EuroCoupe | Deuxième cinq majeur d'EuroCoupe |
| Joueur                           | Équipe                           | Joueur                           | Équipe                           |
| -------------------------------- | -------------------------------- | -------------------------------- | -------------------------------- |
| T. J. Shorts                     | Paris Basketball                 | Andrés Feliz (en)                | Joventut Badalona                |
| Trevion Williams (en)            | Ratiopharm Ulm                   | Patrick Richard                  | U-BT Cluj-Napoca                 |
| Gabriel Olaseni                  | London Lions                     | Emanuel Cățe                     | U-BT Cluj-Napoca                 |
| Isiaha Mike                      | JL Bourg-en-Bresse               | Nadir Hifi                       | Paris Basketball                 |
| Matt Morgan                      | London Lions                     | Deividas Sirvydis                | Lietkabelis Panevežys            |

- Premier et deuxième cinq majeurs 2025 :

| Meilleur cinq majeur d'EuroCoupe | Meilleur cinq majeur d'EuroCoupe | Deuxième cinq majeur d'EuroCoupe | Deuxième cinq majeur d'EuroCoupe |
| Joueur                           | Équipe                           | Joueur                           | Équipe                           |
| -------------------------------- | -------------------------------- | -------------------------------- | -------------------------------- |
| Jared Harper                     | Hapoël Jérusalem                 | Zavier Simpson                   | U-BT Cluj-Napoca                 |
| Jean Montero (en)                | Valence BC                       | Semi Ojeleye                     | Valence BC                       |
| Johnathan Motley                 | Hapoël Tel Aviv                  | Devin Robinson                   | Cedevita Olimpija Ljubljana      |
| Jaleen Smith                     | Bahçeşehir Istanbul (en)         | Anthony Brown                    | Türk Telekom Ankara              |
| Mfiondu Kabengele                | Reyer Venise Mestre              | Xabier López-Arostegui           | Valence BC                       |

### Palmarès de l'ancienneCoupe Korać
| Année | Vainqueur            | Finaliste                        | Score           |
| 1972  | Lokomotiv Zagreb     | OKK Belgrade                     | 71-83 / 94-73   |
| 1973  | Pallacanestro Cantù  | RC Malines                       | 106-75 / 85-94  |
| 1974  | Pallacanestro Cantù  | Partizan Belgrade                | 99-86 / 75-68   |
| 1975  | Pallacanestro Cantù  | FC Barcelone                     | 71-69 / 110-85  |
| 1976  | Jugoplastika Split   | Auxilium Torino                  | 97-84 / 82-82   |
| 1977  | Jugoplastika Split   | Fortitudo Bologne                | 87-84           |
| 1978  | Partizan Belgrade    | KK Bosna Sarajevo                | 117-110         |
| 1979  | Partizan Belgrade    | Sebastiani Rieti                 | 108-98          |
| 1980  | Sebastiani Rieti     | Cibona Zagreb                    | 76-71           |
| 1981  | Joventut de Badalone | Reyer Venezia                    | 96-96 & 105-104 |
| 1982  | CSP Limoges          | KK Šibenka                       | 90-84           |
| 1983  | CSP Limoges          | KK Šibenka                       | 94-86           |
| 1984  | EB Pau-Orthez        | Étoile Rouge Belgrade            | 97-73           |
| 1985  | Olimpia Milan        | Varèse                           | 91-78           |
| 1986  | Virtus Rome          | Juventus Caserta                 | 84-78 / 73-72   |
| 1987  | FC Barcelone         | CSP Limoges                      | 106-85 / 97-86  |
| 1988  | Real Madrid          | Cibona Zagreb                    | 102-89 / 93-94  |
| 1989  | Partizan Belgrade    | Pallacanestro Cantù              | 76-89 / 101-82  |
| 1990  | Joventut de Badalone | Victoria Libertas Pesaro         | 99-98 / 96-86   |
| 1991  | Pallacanestro Cantù  | Real Madrid                      | 73-71 / 95-93   |
| 1992  | Virtus Rome          | Victoria Libertas Pesaro         | 94-94 / 99-86   |
| 1993  | Olimpia Milan        | Virtus Rome                      | 95-90 / 106-91  |
| 1994  | PAOK Salonique       | Pallacanestro Trieste            | 75-66 / 100-91  |
| 1995  | Alba Berlin          | Olimpia Milan                    | 87-87 / 85-79   |
| 1996  | Efes Pilsen İstanbul | Olimpia Milan                    | 76-68 / 70-77   |
| 1997  | Aris Salonique       | Tofaş Bursa                      | 66-77 / 88-70   |
| 1998  | Scaligera Verona     | Étoile Rouge Belgrade            | 68-74 / 73-64   |
| 1999  | FC Barcelone         | Estudiantes Madrid               | 77-93 / 97-70   |
| 2000  | CSP Limoges          | Unicaja Malaga                   | 80-58 / 51-60   |
| 2001  | Unicaja Malaga       | KK Hemofarm                      | 77-47 / 71-69   |
| 2002  | SLUC Nancy           | Lokomotiv Mineralnye Vody Rostov | 98-72 / 74-95   |